# Hélvio Fantato

Hélvio Fantato.

Hélvio Fantato (Uberaba, 9 de agosto de 1920 - 11 de fevereiro de 1997 ) foi um artista plástico expressionista brasileiro, atuando como pintor e escultor.
Começou a trabalhar no comércio aos quinze anos de idade; dez anos depois um primo descobriu-lhe o gosto pela pintura e o artista produziu diversos quadros, participando, desde 1968, de várias exposições.
O artista não nomeava suas obras, pois acreditava que cada pessoa tinha sua própria interpretação do que via.
Embora seu reconhecimento maior seja local, suas obras tiveram exposições póstumas em Belo Horizonte, São Paulo e Paris.

## Reconhecimento
- 1986 - Honra ao Mérito Prefeitura Municipal de Uberaba.[carece de fontes?]